# Pfarrhof Bregenstedt

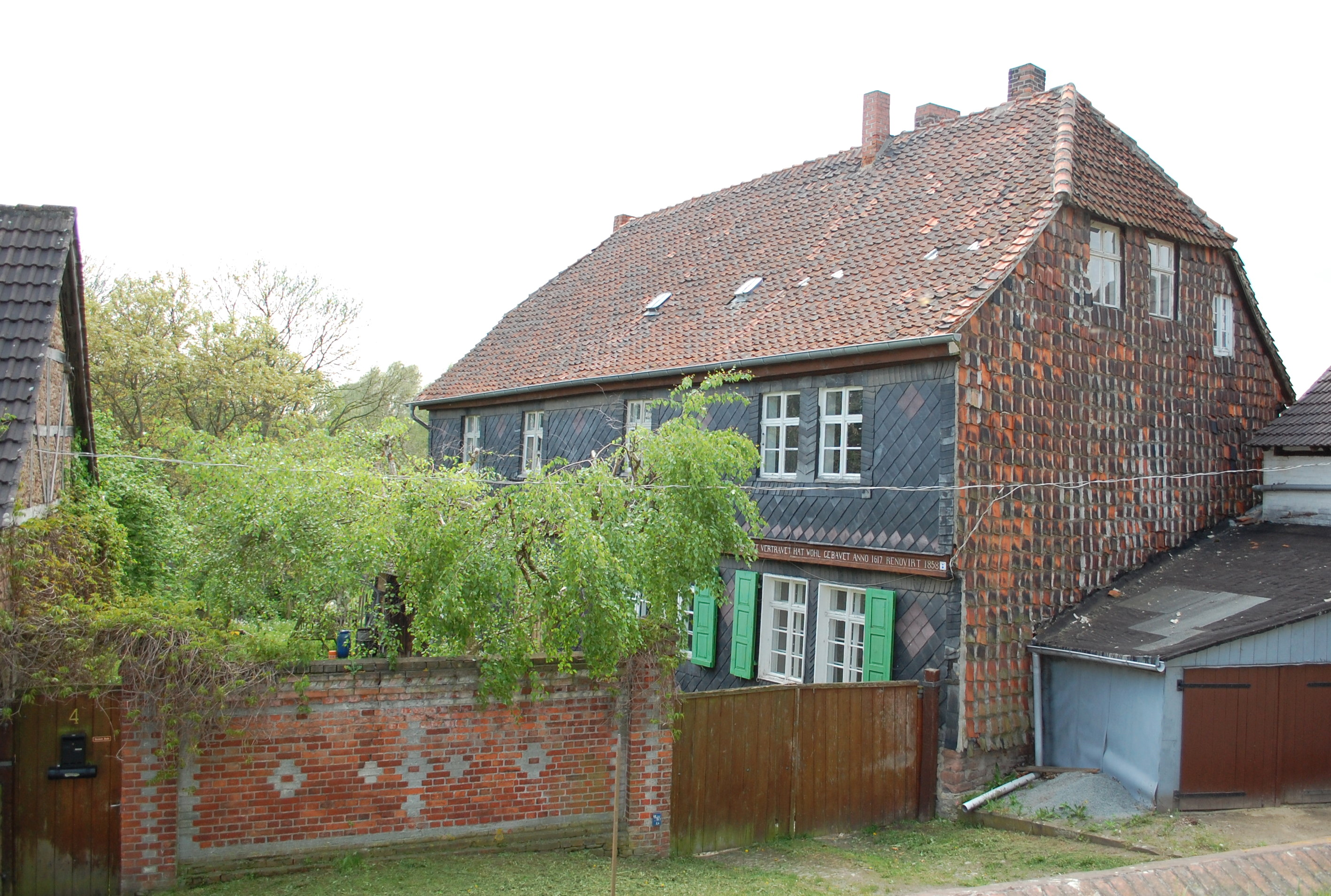
Pfarrhof Bregenstedt

Der Pfarrhof Bregenstedt ist ein denkmalgeschützter Pfarrhof im zur Gemeinde Erxleben gehörenden Dorf Bregenstedt.
Der Pfarrhof befindet sich an der Adresse Im Winkel 4 südwestlich der erhöht gelegenen Dorfkirche Bregenstedt. Der Gebäudegiebel des Pfarrhauses ist zur Straße ausgerichtet. Das östlich des Hauses gelegene Wirtschaftsgebäude wendet seine Traufseite der Straße zu. Zum mit einer Mauer umgebenen Hof gehört ein großer Garten.
Das zweigeschossige als Fachwerkhaus errichtete Pfarrhaus entstand gemäß einer an der Stockschwelle befindlichen Inschrift im Jahr 1617 und ist mit seiner Entstehung vor dem Dreißigjährigen Krieg eines der ältesten Pfarrhäuser der Region. Bedeckt ist das Gebäude mit einem Walmdach. 1858 erfolgte ein Umbau. Die Fassade wurde dabei mit Schieferplatten verkleidet. Die Giebelfront verfügt über einen Kremperbehang.